# Rafael Iglesias
Argentino Rafael Iglesias (Avellaneda, 25 maggio 1924 – San Juan, 1º gennaio 1999) è stato un pugile argentino.
Ha vinto la medaglia d'oro olimpica alle Olimpiadi 1948 svoltesi a Londra nella categoria pesi massimi, battendo al secondo turno l'italiano Uber Bacilieri e in finale lo svedese Gunnar Nilsson.